# Nihat Məmmədli
Nihat Zahid oğlu Məmmədli (ur. 25 lipca 2002) – azerski zapaśnik startujący w stylu klasycznym. Triumfator mistrzostw świata w 2024. Złoty medalista mistrzostw Europy w 2024 i 2025; brązowy w 2023. Osiemnasty w indywidualnym Pucharze Świata w 2020. Drugi w Pucharze Świata w 2022 roku. 
Trzeci na olimpijskim festiwalu młodzieży Europy w 2019. Wicemistrz świata U-23 w 2022, a także mistrz Europy w 2022. 
Trzeci na MŚ i ME juniorów w 2021 i 2022. Mistrz świata kadetów i Europy w 2019 roku.